# Massacro di al-Dawayima
Il massacro di al-Dawayima o Dawaymeh o Dawayma (in arabo  الدوايمة‎?) fu un crimine di guerra commesso dall'esercito israeliano il 28 ottobre 1948, durante la guerra arabo-israeliana del 1948, nel villaggio palestinese di al-Dawayima, situato tra Beersheva ed Hebron, a pochi chilometri ad ovest da quest'ultima.
Ritenuto 'il peggior episodio negli annali delle atrocità della Nakba', vide l'uccisione di 455 arabi civili disarmati, tra cui 170 di donne e bambini ad opera dell'89º battaglione dell'VIII Brigata dell'esercito israeliano.

La Commissione ONU di Conciliazione della Palestina, che aveva sostituito il conte Folke Bernadotte nell'opera di mediazione ONU, convocò una speciale sessione di indagini per fare luce sull'eccidio. Il rapporto ONU del 14 giugno 1949 affermò 
La strage fu perpetrata dall'89º Battaglione Commando dell'Ottava Brigata dell'esercito israeliano dopo che questo aveva occupato il villaggio nell'ambito dell'Operazione Yoav, nel deserto del Negev.
Il battaglione era costituito da elementi provenienti dall'Irgun e dalla Banda Stern, quest'ultima già macchiatasi del massacro di Deir Yassin e dell'assassinio del meditatore ONU Folke Bernadotte e a cui Israele assicurò un'amnistia generale già il 14 febbraio 1949.
Lo storico israeliano Benny Morris ha stimato che nella strage furono trucidati diverse centinaia di civili inermi ma John Bagot Glubb, tenente generale, comandante britannico della Legione araba transgiordana, affermò che il numero delle vittime fosse largamente inferiore, citando un rapporto dell'ONU che valutava il bilancio in 30 donne e bambini complessivamente; un rapporto di aggiornamento inviato all'ONU da una delegazione del Congresso Arabo dei Rifugiati affermò che la Legione Araba aveva avuto interesse nel sottostimare l'entità della strage. 
Il massacro di Dawaymeh fu l'ultima grande carneficina perpetrata dalle truppe israeliane fino al 1956, quando furono ammazzati 49 degli abitanti di Kfar Qassim, un villaggio passato a Israele dopo l'armistizio con la Giordania.